# Тура (геральдика)
Тура або Рох — гербова фігура на основі тури в шаховій грі.
У багатьох мовах фігура називається рох. Даний термін сходить до перської роч (roch) або руч (ruch). Здається, це слово походить від індійського слова ратга (ratha), що означає колісницю. Крім того, іноді обговорюється етимологічний зв'язок із птахом Рухом зі світу легенд. Назву можна знайти у виразі рокірування в шахах.
Тура була найсильнішою фігурою в середньовічних шахах (попередник пізнішого ферзя мав лише обмежені можливості ходу). Цим пояснюється популярність мотиву Роха.

Два половини тури (Roche) в гербі Рохліца
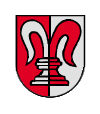
Тури на гербі Фріккінгена
Герб міста Роктаяд
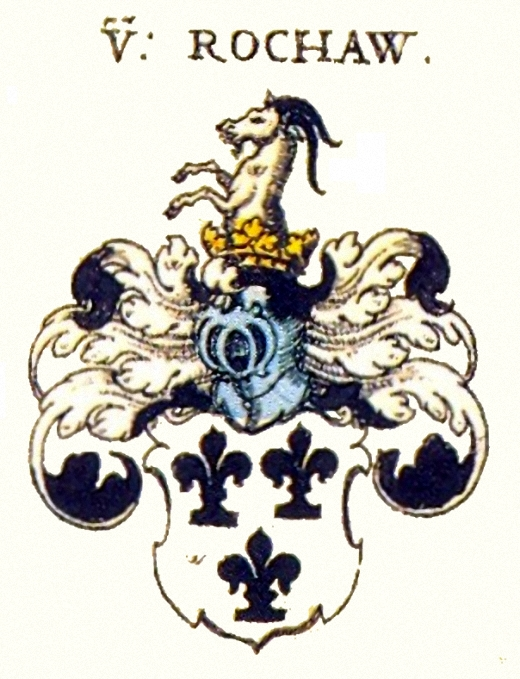
Герб родини фон Рохов

Як генеральдичну фігуру в геральдиці, Роха можна знайти на гербах, як це було в англійській геральдиці з ХІІІ століття. Зокрема, під час саксонського правління у Рохліці його вже використовували як промовистий герб. Місто має в гербі два напівтури, у шляхти — цілу. Половинки також використовувалися як контрольні знаки та гільдійські печатки з XVI століття. Також використовували туру як промовистий герб французька родина Рокетт та іспанська родина Рокезенів.
Зображення відтворює шахову фігуру «Тура», верхні сторони якої квітково вигнуті вліво і вправо. Можливі всі кольори, але основна увага приділяється чорним і білим турам на відповідних кольорових ділянках, причому золото не виключається. Схожість фігури з лілією часто призводило до плутанини. так, на гербі родини фон Рохов із Бранденбурзького маркграфства через неправильний опис символ тур змінився на лілії або дві відвернені кінські голови.
Назва Roche або Ray також використовується для тупого кінця турнірного списа. Турнірний спис мав три-чотири невеликі шипи або зубці, так звані корони, на верхньому кінці замість списа з гострим вістрям, щоб запобігти пораненням.

## Галерея

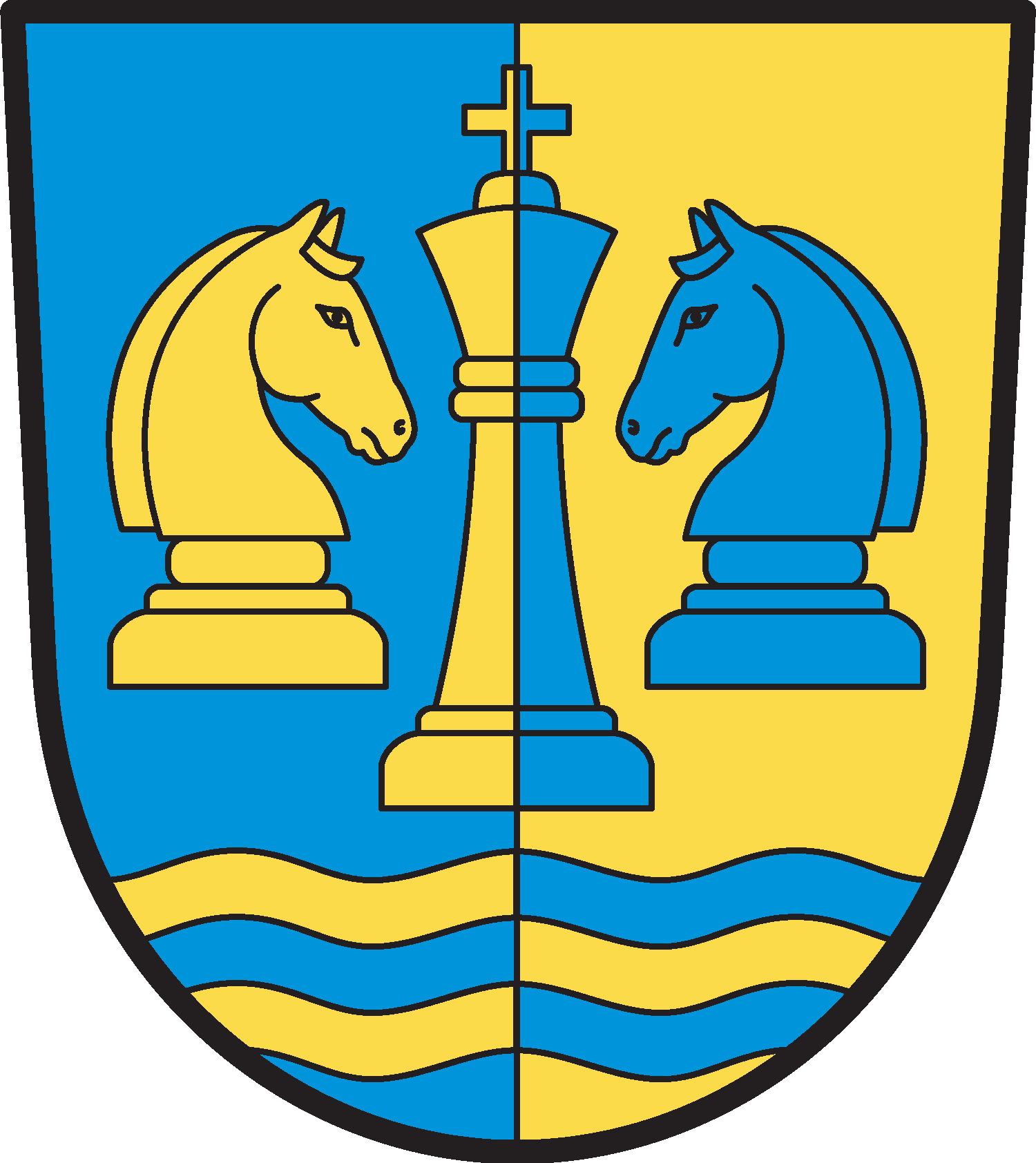
Коні і турав змішаних кольорів: Старий Шахов
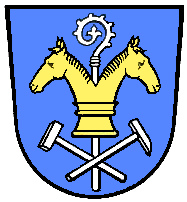
Підвійний кінь на гербі Вайльхайму округу Вайльхайм у Верхній Баварії (1939–1973)
Підвійний кінь у гербі Нойфраунгофена
Пфорцена
Шаховий кінь у гербі Кіенберга (Велика)